# I can fly
I can fly（アイ・キャン・フライ）は、noteの4枚目のシングル。

## 概要
テレビ神奈川制作連続ドラマ「サンシャイン デイズ」主題歌。真田修壱曰く「メジャー・デビューする事が決まってからレコーディングした第1弾の曲でもあったので、どういう風にレコーディングに臨めばいいか分からない状態だった事もあって、この時のテイクはとにかくみんなビクビクしながら演奏している雰囲気が詰まった曲になっています」とのこと。

## 収録曲
1. I can fly
作詞・作曲：真田修壱　編曲：note
2. 心配ないぜ!!
作詞・作曲：真田修壱　編曲：note
3. TRAP
作詞・作曲：真田修壱　編曲：note